# Sadi Tekelioglu
Sadi Tekelioglu (født 8. november 1960 i Tyrkiet, død 13. august 2020
) var administrerende direktør på den dansk/tyrkiske avis Haber. 
Han medvirkede også i filmen Fighter, hvor han spillede hovedpersonen Aichas far.
Ved Europa-Parlamentsvalget 2019 stillede Sadi Tekelioglu op for Alternativet.